# Reimund Langgaard
Reimund Langgaard (26. juli 1977 i Leirvík) er en færøsk sælger og politiker (Sambandsflokkurin).
Han er uddannet lærer fra Føroya Læraraskúli fra 2004, og har arbejdet som sælger i Kaupthing Bank og Føroya Tele. Langgaard er også aktiv i organisationslivet, blandt andet i kristent ungdomsarbejde og som missionær for Kirkjuliga Heimamissiónin i Cambodja.
Langgaard har mødt på Lagtinget som vicerepræsentant for kulturminister Bjørn Kalsø siden 2011. Langgaard er formand for Lagtingets revisions- og kontrolorgan (Løgtingsgrannskoðanin) og medlem af Lagtingets justitsudvalg.